# Раздоловка (Харьковская область)
Раздоловка (укр. Роздолівка), село,
Софиевский сельский совет,
Близнюковский район,
Харьковская область, Украина.
Код КОАТУУ — 6320686307. Население по переписи 2024 г. составляет 29 человек.

## Географическое положение
Село Раздоловка находится на обоих берегах реки Большая Терновка, есть мост. В 2-х км находится село Софиевка Первая.

## История
- 1875 — дата основания.
- В период немецкой оккупации октября 1941-сентября 1943 годов в Близнецах и окрестностях возникла партизанская группа из тридцати местных жителей, которую возглавил коммунист В.А. Сулима. Участники этой группы установили связь с подпольной группой в селе Новосёловка и участвовали в освобождении окрестных сёл Софиевка-1, Рудаево, Раздоловка и Горжовка, совместно уничтожив 9 немецких офицеров и 58 немецких солдат и захватив вооружение, боеприпасы и военное имущество[1].

## Экономика
- В селе были молочно-товарная и свино-товарная фермы.
- Парники.
- Небольшой глиняный карьер.